# Birkir Bjarnason
Birkir Bjarnason (Akureyri, 27. svibnja 1988.) islandski je nogometaš, po poziciji veznjak, koji igra za islandsku nogometnu reprezentaciju. Trenutačno je bez klupskog angažmana. U Islandu ga zbog njegove čvrste igre i dobrih obrambenih mogućnosti od milja zovu Thor, prema bogu iz nordijske mitologije.

## Igračka karijera

### Viking FK
Birkir se nogometom počeo baviti u ranom djetinjstvu, pa je tako igrao u juniorskoj momčadi svog mjesnog kluba. Obitelj mu se 1999. preselila u Norvešku, gdje je u ljeto 2005. zaigrao za Viking FK iz Stavangera. Svoj prvi seniorski pogodak, ujednio i prvi za Viking, zabio je 2006. godine na susretu protiv HamKama iz grada Hamara. Od tada je počeo redovito nastupati u prvoj postavi momčadi, koja je pomogla izbjeći pad u niži ligaški rang, a 2007. su pod vodstvom njemačkog trenera Uwea Röslera bili treći.
Početkom 2008. odlazi na posudbu u novopečenog prvoligaša FK Bodø/Glimt, u kojem je dotad igrao svoju najbolju igračku sezonu. Na kraju igračke sezone momčad Glimta završila e 4. u Norveškoj prvoj ligi. Njegovu dobru igru zapazili su treneri iz klubova Serie A. Tako mu je Reggina ponudila višegodišnji ugovor u siječnju 2008., ali je Bjarnason to odbio i ostao u Vikingu do početka 2012.
Za Viking je ostvario više od 100 nastupa u norveškoj Tippeligaen i pritom zabio 16 pogodaka.

### Standard Liège
12. siječnja 2012. službeno je potvrđeno da će Birkir Bjarnason potpisati za beligijskog prvoligaša Standarda iz Liègea na petogodišnji ugovor.
Za Standard je odigrao 16 utakmica u belgijskoj Pro ligi, najvišoj nogometnoj ligi u Belgiji.

### Pescara
Krajem nogometne sezone 2011./12., u srpnju 2012., pridružio se Pescari, također novopečenom prvoligašu, na jednogodišnju posudbu. Prvi zgoditak za momčad Pescare zabio je u porazu od Napolija 5:1. Budući da je Pescara krajem sezone ponovno trebala biti vraćena u Serie B, Bjarnason je rekao kako ne može igrati u talijanskoj drugoj ligi, te je na dvije godine produžio ugovor s Liègeom, iako je bio nesiguran oko igranja u sezoni 2013./14.
Unatoč odlasku, Pescara ga je nakratko uzela u posudbu sredinom 2013., kako bi ga uspjela prodati za višu cijenu njemačkim, engleskim i drugim talijanskim prvoligašima.

### Sampdoria
2. rujna 2013. potvrđeno je da će Birkir Bjarnason prijeći u Sampdoriju, člana Serie A. Za Sampdoriju je tijekom 2013./14. odigrao 14 utakmica u prestižnoj Serie A.

### Pescara
20. lipnja 2014. objavljeno je da će Bjarnason ponovno potpisati za Pescaru 1. srpnja 2014., nakon što je postignut dogovor s članovima uprave Sampdorije. Zbog stečenog iskustva igranja u Italiji, postavljen je za kapetana momčadi u sezoni 2014./15.
Zabio je 12 pogodaka u 38 utakmica Serie B i time pomogao Pescari da osvojio sedmo mjesto i omogući izlučni turnir za Serie A. Pod njegovim vodstvom Pescara je s 2.1 pobijedila Perugiju iz istoimenog grada i time se plasirali u poluzavršnicu kvalifikacija za Serie A. Nakon pobjede nad Vicenzom 3:2 u poluzavršnici, Pescara se plasirala u završnic koja se odigrala 2. lipnja 2015. protiv Bologne. Zbog boljih rezultat u Serie B i izlučnom turniru, Bologne je i s izjednačenih 1:1 prešla u prestižnu Serie A.
27. lipnja 2015., Pescara je objavila da će prihvatiti milijun eura koliko je nudio Torino za Birkira, ali kako je ponuda pristigla u srpnju Bjarnason ju je odbio.

## Vanjske poveznice
- Birkir Bjarnason - KSI (isl.)
- Birkir Bjarnason - Švicarska superliga  Arhivirana inačica izvorne stranice od 9. prosinca 2021. (Wayback Machine) (njem.)

|  | Zajednički poslužitelj ima još gradiva o temi Birkir Bjarnason |